# Mycel

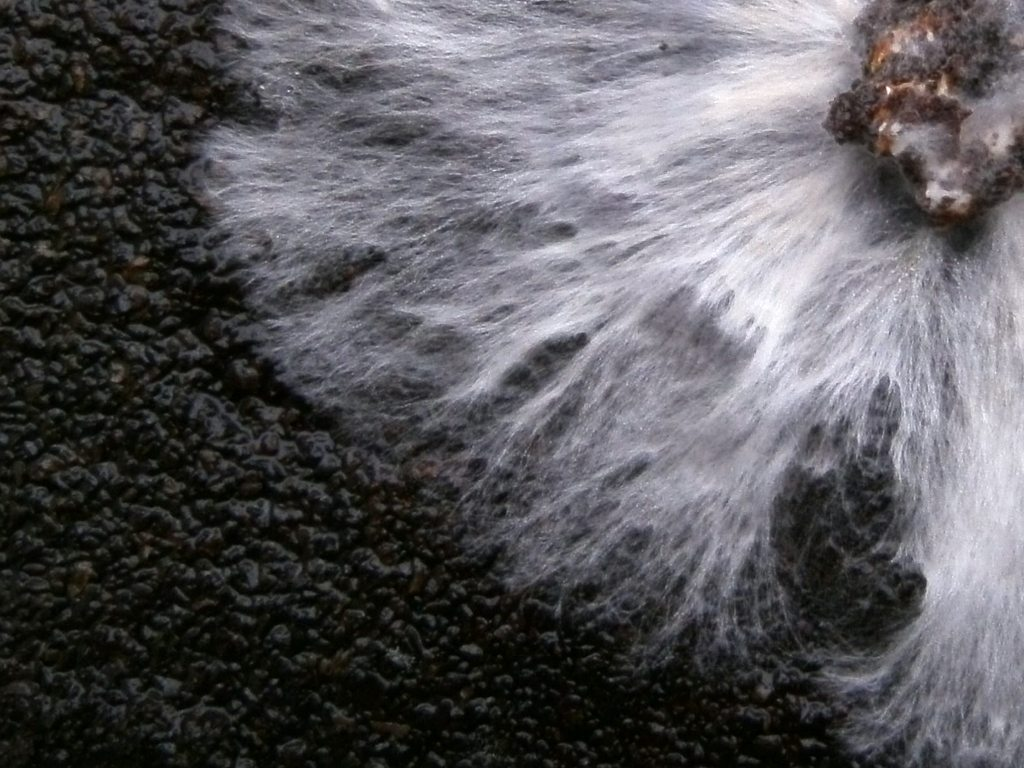
Mycel des Austernpilzes auf Kaffeesatz

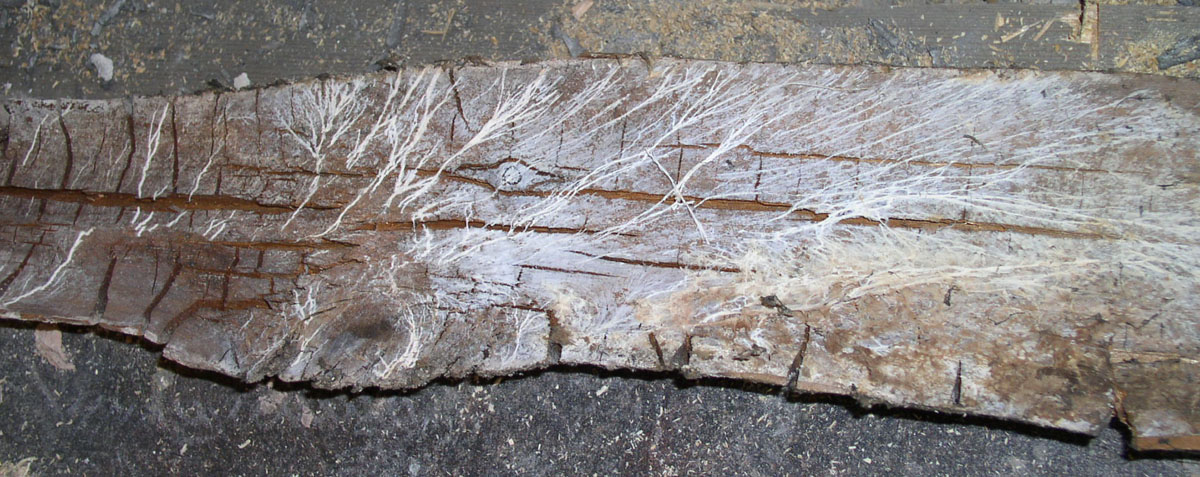
Pilzmycel an einem Holzbrett

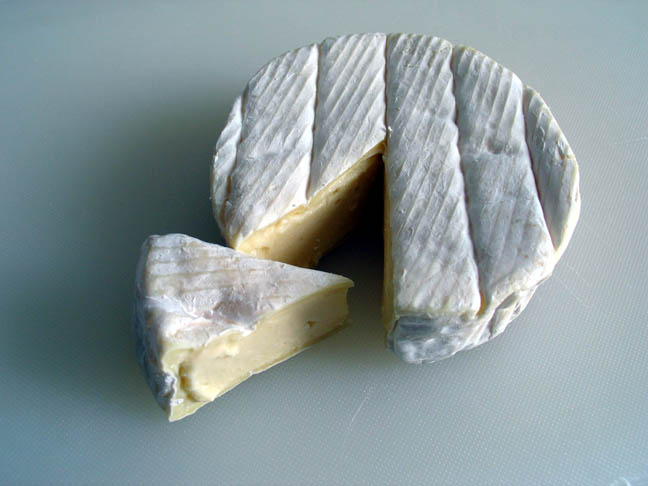
Pilzmycel auf einem Käse (Camembert)

Das Mycel (Endbetonung: neulateinisch mycelium und neugriechisch μυκήλιο[ν] von griechisch μύκης mýkēs ‚Pilz‘ und ήλος hḗlos ‚Nagel‘) oder Myzel, Plural Mycelien bzw. Myzelien, auch Mycele bzw. Myzele, ist die Gesamtheit aller Hyphen, also der fadenförmigen Zellen eines Pilzes oder Bakteriums (beispielsweise bei Streptomyceten).
Die einzelnen Hyphen sind meistens mit bloßem Auge nicht zu erkennen, sondern nur mikroskopisch. Mycele mit dichter Lagerung der Hyphen sind jedoch in ihrer Gesamtheit mit bloßem Auge zu sehen, beispielsweise Schimmelpilzmycele in sonst klaren Fruchtsäften, Pilzmycel auf der Oberfläche von Camembert-Käse, „Schimmel“ auf Nahrungsmitteln.
Im allgemeinen Sprachgebrauch werden als Pilze nur die sichtbaren Fruchtkörper bezeichnet. Der eigentliche Pilz ist bei Speisepilzen jedoch überwiegend das feine aus Hyphen bestehende Mycel im Boden oder – bei Baumpilzen – im Holz, das wegen seines Vorkommens in diesen undurchsichtigen Substraten meistens nicht wahrgenommen wird. Pilzmycele können eine Größe von über einem Quadratkilometer, eine riesige biologische Masse und ein hohes Alter erreichen, etwa bei den Hallimaschen – im Malheur National Forest erstreckt sich ein individuelles Hallimasch-Mycel über eine Fläche von 9 km² und gilt mit einem Alter von geschätzt 2400 Jahren und einer Masse von rund 600 Tonnen als größtes Lebewesen der Erde.
Unter dikaryotem Mycel (Paarkernmycel) versteht man ein Mycel, das in jeder Zelle zwei Kerne mit verschiedenem Genom enthält, einen Plus-Kern und einen Minus-Kern. Es entsteht durch die Fusion zweier monokaryoter Mycele, einem Plus-Mycel vom Plus-Paarungstyp und einem Minus-Mycel vom Minus-Paarungstyp, die ihrerseits aus monokaryoten Sporen auskeimen. Bei Ständerpilzen ist die Zellteilung der dikaryoten Zellen in den Mycelen oft mit der Ausbildung von Schnallen ("Schnallenmycel") verbunden.

## Leitung elektrischer Signale und Anwendung
Viele Pilze nutzen ihr Mycel, um durch dieses elektrische Impulse zu leiten. Noch nicht vollständig geklärt und daher Gegenstand intensiver Forschung ist die Funktion dieser elektrischen Impulse. Eine Theorie besagt, dass der Zweck der elektrischen Signale unter anderem in der Übertragung von Informationen liegt. Demzufolge wären sie ein Mittel der Kommunikation. Gestützt wird diese These durch eine Studie der University of the West of England in Bristol. In dieser wurden die Mycelien vom Gemeinen Samtfußrübling (Flammulina velutipes), Australischen Geisterpilz (Omphalotus nidiformis), Gemeinen Spaltblättling (Schizophyllum commune) und Puppen-Kernkeule Cordyceps militaris an Elektroden angeschlossen und das damit gemessene elektrische Muster analysiert. Die Muster der elektrischen Signale zeigten eine große Varianz zwischen den verschiedenen Pilzarten. Die Spanne der gemessenen elektrischen Amplituden reicht von 0,03 Millivolt bis hin zu 2,1 Millivolt. Es wurden Spannungsspitzen ("Spikes") nachgewiesen, wie sie in ähnlicher Form auch in Neuronen vorkommen.
Aufgrund dessen und seiner experimentellen Bearbeitungseignung für mikrotechnologische Beschichtungstechnologien wie physikalische Gasphasenabscheidungen wird Mycel als mechatronischer, biologisch abbaubarer Substratwerkstoff erwogen.